# HTTP 403
Veb server može da vrati 403 Zabranjen (eng. Forbidden) HTTP statusni kod kao odgovor na zahtev klijenta za veb stranicom ili resursom kako bi naznačio da server odbija da dopusti zahtevanu akciju. Drugim rečima, server je dostupan, ali odbija da odobri zahtevani pristup.
Autorizacija ne pomaže u otklanjanju greške 403 i zahtev koji je prouzrokovao grešku ne treba biti ponavljan. Ako metod zahteva nije bio HEAD i server želi da javno objavi zašto zahtev nije ispunjen, server treba da opiše razlog odbijanja u entitetu. Ako ne želi da ove informacije ostavi dostupne klijentu, može se koristiti statusni kod HTTP 404 umesto HTTP 403.
Tipičan zahtev na koji odgovor može da bude 403 Zabranjen je GET za veb stranicu, koji šalje internet pregledač kako bi dobio stranicu za prikaz korisniku u prozoru pregledača. Veb server može da vrati 403 Zabranjen status i za ostale zahteve.

## Na različitim serverima
Veb server Apache vraća 403 Zabranjen kao odgovor na zahteve za url putanjama koje odgovaraju direktorijumima datotečnog sistema, kada je izlistavanje sadržaja direktorijuma na serveru onemogućeno. Neki administratori menjaju mod_proxy dodatak na Apachu kako bi blokirali takve zahteve, što takođe vraća 403 Zabranjen. Microsoft Internet Information Service server odgovara na isti način kada izlistavanje direktorijuma nije dozvoljeno na tom serveru. Na serveru WebDAV, 403 odgovor se vraća ukoliko klijent pošalje PROPFIND zahtev ali ne pošalje zahtevano Depth zaglavlje ili pošalje Depth zaglavlje sa vrednošću beskonačno.

## Primer
Zahtev klijenta:
```
GET /~user/directory HTTP/1.1
Host: www.example.org
Connection: keep-alive
...

```

Odgovor servera:
```
HTTP/1.1 403 Forbidden
Date: Sun, 26 May 2013 01:19:59 GMT
Server: Apache/2.2.9 (Unix) mod_ssl/2.2.9 OpenSSL/0.9.8h PHP/5.2.6
...

```

## Spoljašnje veze
- Pomoć kod greške 403
- Kako otkloniti grešku 403 Архивирано на веб-сајту  (14. мај 2013)